# Burgstall Limburg
Der Burgstall Limburg, auch Feste Limburg genannt, bezeichnet eine abgegangene frühmittelalterliche Höhenburg auf einem Hügel etwa 450 Meter nördlich der Kirche in Wilburgstetten im Landkreis Ansbach in Bayern.

## Geschichte
Die im 13. Jahrhundert erwähnte Burg war Sitz der Familie von Rechenberg, Truchsesse der Grafen von Oettingen. Der auf der Burg ansässige Zweig der Rechenberger nannte sich nach diesem Sitz Truchseß von Limburg. 1261 erscheint das Geschlecht mit Konrad Truchsess von Limburg erstmals in den Schriftquellen. Die Feste Limburg und die in der Mitte des Dorfes gelegene Burg Wilburg sicherten den Übergang der alten Reichsstraße von Dinkelsbühl über die Wörnitz nach Nördlingen und weiter nach Süden. 1405 verkaufte die Witwe des letzten Truchseß von Wilburgstetten Burg und Amt Wilburgstetten an die Burggrafen von Nürnberg. 1431 wurden der Burgstall Limburg und das Schloss Wilburgstetten an zehn Dinkelsbühler Bürger verkauft. Die neuen Besitzer traten ihre Erwerbung noch im selben Jahr an den Bürgermeister und den Rat der Stadt Dinkelsbühl ab. Die Burg verfiel, bis schließlich 1744/45 auf dem Burghügel eine Kapelle errichtet wurde.

## Beschreibung
Die Burgstelle ist als ovales Plateau von ca. 35 × 28 m Durchmesser erkennbar. In der Mitte des 20. Jahrhunderts noch erkennbare Grabenstücke sind heute verschwunden. Westlich befindet sich, durch einen breiten Graben getrennt, eine dreieckige, plateauförmige Erdaufschüttung, die wahrscheinlich Standort einer Vorburg war.
Wahrscheinlich sind Burg und die westlich gelegene Vorburg durch die Anlage eines Halsgrabens aus einer Sandinsel in der sumpfigen Wörnitzniederung herausgeschnitten worden.
Auf dem Mottenhügel steht heute eine Kapelle, die 1744/45 errichtet wurde. Bei der Errichtung der Kapelle wurde der Hauptburghügel etwas abgetragen und das Erdreich an den Seiten verkippt, sodass die ursprüngliche Hügelgestalt verändert worden ist. Die Höhe des Hügels beträgt heute noch 2–3 m. Angeblich soll ein ähnlicher Hügel wie die Vorburg auf der Ostseite gelegen haben, der aber beim Eisenbahnbau 1875 abgetragen wurde.